# تشخیص مولکولی مخاطرات مواد غذایی
مواد غذایی در انتقال بسیاری از عوامل بیماری زا نقش دارند. مراحل تهیه و نگهداری مواد غذایی به نحوی است که همواره امکان آلودگی آن و انتقال عفونت به مصرف‌کنندگان وجود دارد. در نتیجه غذا از طریق تماس با محتویات دستگاه گوارش، خاک، آب آلوده، دست افراد، ظروف، وسایل حمل و نقل و غیره به عوامل بیماری زا آلوده می‌شود. نوع و میزان آلودگی مواد غذایی به عوامل مختلفی نظیر شرایط برداشت و تولید، شرایط عمل آوری، مراحل بسته‌بندی و شرایط نگهداری و ذخیره‌سازی بستگی دارد. بهداشت و ایمنی مواد غذایی ممکن است به علت حضور مخاطرات مختلف به خطر بیفتد.

## تعریف مخاطرات مواد غذایی
به‌طور کلی، مخاطره (Hazard) عاملی است که یک ماده غذایی را برای مصرف انسان غیر ایمن سازد. این عوامل سبب ایجاد بیماری‌هایی می‌شوند که تحت عنوان بیماری‌های ناشی از مواد غذایی (Foodborne illness) شناخته می‌شوند. انواع مخاطرات مواد غذایی به سه دسته بیولوژیکی، شیمیایی و فیزیکی تقسیم‌بندی می‌شوند.

## اهمیت
ارزش پیشگیری از ابتلا به مخاطرات مواد غذایی در حدی است که در بسیاری از سازمان‌های دولتی شورایی جهت ارزیابی اینگونه مخاطرات ایجاد شده‌است. همچنین مراکزی مانند مرکز کنترل و پیشگیری بیماری  (CDC) به بررسی عوامل بیماری‌های منتقله از مواد غذایی می‌پردازند.

## تشخیص مولکولی
تشخیص‌های معمول در آزمایشگاه شامل مطالعات میکروسکوپی و آزمایش‌های سرم شناسی (سرولوژیک) است که درصورت پائین بودن میزان این مخاطرات در مواد غذائی نمی‌توان آن‌ها را تشخیص داد. از راه‌های تشخیصی مهم می‌توان به آزمایش‌های مولکولی اشاره نمود. این موارد شامل آزمایش‌های مبتنی بر واکنش زنجیره‌ای پلیمراز (PCR)، تست الیزا (ELISA) و کروماتوگرافی (HPLC) است.

## مخاطرات بیولوژیک
مخاطرات بیولوژیکی به مواردی گفته می‌شود که طی آن یک عامل بیولوژیک مثل باکتری، انگل، قارچ، ویروس‌ها یا سموم آن‌ها منجر به بیماری زایی در انسان شود.
از جمله عوامل بیولوژیکی مهم می‌توان به گونه‌های مختلف باکتریایی مانند سالمونلا، شیگلا، اشریشیاکلی، کمپیلوباکتر، ویبریو پاراهمولیتیکوس، استافیلوکوکوس اورئوس، کلوستریدیوم پرفرنژنس، لیستریا، باسیلوس سرئوس و کلستریدیوم بوتولینوم؛ انگل‌ها و تک یاخته‌هایی مانند تنیا ساژیناتا، تریشینلا اسپیرالیس، توکسوپلاسما گوندی،  ژیاردیا لامبلیا و کریپتوسپوریدیوم؛ ویروس‌هایی مانند هپاتیت A، ویروس‌های کوچک کروی (SRSV) مانند ویروس Norwalk اشاره نمود.
از دیگر عوامل پاتوژن که توسط مواد غذایی قابل انتقال است می‌توان به Linguatula serrata و Sarcocystis spp اشاره نمود. تا به حال انواعی از این گونه عوامل بیماری‌زا از نظر ژنتیکی تعیین توالی و در داده پایگاه بانک ژن ثبت شده‌اند.
سموم قارچی مهم در مواد غذایی عبارتند از: پاتولین، آفلاتوکسین، ارگوت و تریکوتسن‌ها.
میکروارگانیسم‌های بیماری‌زا سلامت انسان را از دو طریق مستقیم (بروز عفونت) و غیرمستقیم (تولید سم و ایجاد مسمومیت) تحت تأثیر قرار می‌دهند.
عدم رعایت بهداشت در انتقال این عوامل پاتوژن نقش به سزایی دارد.
از جمله روش‌های تشخیص مخاطرات بیولوژیک (تکنیک‌های غیر کشتی) می‌توان به روش‌های ایمونولوژیکی (گروه‌بندی سرولوژیکی، فلو سایتو متری، روش ES، آزمون رادیوایمنی (RIA)، تست الایزا (ELISA)، انتشار ژل، جداسازی ایمنومغناطیسی، هماگلوتیناسیون) و روش‌های مبتنی بر ژنتیک مولکولی DNA/RNA (کاوشگرهای اسید نوکلئیک (DNA)، واکنش زنجیره‌ای پلیمراز (PCR)، تابندگی ژن LUX، آزمایش تشکیل هسته‌های یخی، روش‌های انگشت نگاری و گروه‌بندی باکتریوفاژی و غیره) اشاره کرد.

## مخاطرات شیمیایی
این خطرات می‌توانند در هریک از مراحل تولید مواد غذایی از رشد و پرورش مواد خام تا مصرف محصول نهایی رخ دهند. تأثیر آلاینده‌های شیمیایی بر مصرف‌کننده می‌تواند به صورت مزمن یا حاد باشند. مخاطرات شمیایی به انواع مواد شیمیایی مانند شوینده‌های شیمیایی، آفت‌کش‌ها (حشره کش، علف‌کش، قارچ‌کش، جونده‌کش و غیره)، ترکیبات حساسیت‌زا، فلزات سنگین یا سمی (قلع، جیوه، کادمیوم، سرب، آرسنیک و غیره)، نیتریت‌ها و نیترات‌ها، بی فنیل‌های پلی کلره (PCBs)، افزودنی‌های شیمیایی (نگهدارنده، اسیدی‌کننده، امولسیفایر در حد غیرمجاز) و غیره گفته می‌شود.
تشخیص دقیق این آلاینده‌ها در مواد غذایی با روش‌های مختلف آزمایشگاهی همانند روش‌های کروماتوگرافی (HPLC, GC,GCmass, TLC, LC)، اسپکتروفتومتری، جذب اتمی، ممکن می‌باشد.

## مخاطرات فیزیکی
مخاطرات فیزیکی اغلب به عنوان مواد خارجی می‌توانند وارد ماده غذایی شده و ممکن است ایجاد شوک در مصرف‌کننده را به دنبال داشته باشند یا باعث ورود عوامل خطرزای میکروبی همراه خود به ماده غذایی گردند. این مخاطرات اغلب شامل اجسام نامطلوبی مانند ذرات شیشه، خرده‌های سنگ، فلزات، چوب و پلاستیک می‌باشند.

## مخاطرات ناشی از تقلبات مواد غذایی
از دیگر مخاطرات مواد غذایی می‌توان به تقلبات مواد غذایی اشاره کرد. تقلبات در مواد غذایی به طرق مختلفی صورت می‌گیرد که یکی از این موارد مخلوط کردن ماده‌ای بی کیفیت یا ارزان قیمت به جای ماده اصلی در فرمولاسیون محصول مورد نظر می‌باشد. روغن نخل (پالم) یکی از موادی است که گاهی به جای چربی در محصولات لبنی مورد استفاده قرار می‌گیرد و لذا تقلب محسوب می‌گردد. استفاده از رنگ‌ها و اسانس‌ها و سایر مواد افزودنی غیرمجاز نیز از تقلبات مواد غذایی بوده و می‌توانند به عنوان مخاطرات مواد غذایی سبب ایجاد بیماری‌های ناشی از مواد غذایی گردند.